# Ca' d'Oro (Vicenza)
Palazzo Caldogno Dal Toso Franceschini Da Schio, meglio noto come Ca' d'oro, è un palazzo nobiliare di Vicenza, collocato lungo Corso Palladio, a fianco della Chiesa di San Gaetano.

## Storia
Il palazzo fu eretto nel Trecento dalla famiglia Caldogno e completato in stile tardogotico nel 1477 circa dalla famiglia Dal Toso, la quali ampliò l'edificio sul retro e completò il cortile verso il 1500.
Il piano terreno fu risistemato da Lorenzo da Bologna, autore del ricco portale in forme lombardesche con bassorilievi raffiguranti candelabri, cornucopie, maschere grottesche, animali fantastici e foglie di acanto. L'atrio e l'interno furono ristrutturati sul finire del Settecento. Gli affreschi policromi che ricoprivano la facciata andarono quasi del tutto perduti durante i bombardamenti nella Seconda guerra mondiale. I pochi resti rimasti e le testimonianze documentarie e fotografiche fanno pensare che le decorazioni raffigurassero scene ambientate al tempo delle Crociate.

## Descrizione
Nell'atrio e nel cortile è collocato il piccolo lapidario raccolto dal conte Giovanni da Schio (1798-1868), comprendente anfore vinarie e olearie di epoca romana, epigrafi in lingua latina e in lingua venetica, pietre miliari del IV secolo 
d.C. e un sarcofago di marmo greco del V secolo, il sarcofago della vergine Macrina datato tra il V e il VI secolo a.C., celebrante questa donna virtuosa con un'iscrizione che è un acrostico in esametri. Sono anche presenti un fusto di colonna romana proveniente dal Teatro Berga e la stele del capsarius Terenzio (fabbricante di cassette o addetto alla milizia imperiale romana. Si tratta di una stele del I secolo d.C.). Nel cortile interno, sul muro a destra entrando, si trova raffigurata una testa di panduro (secolo XVIII).

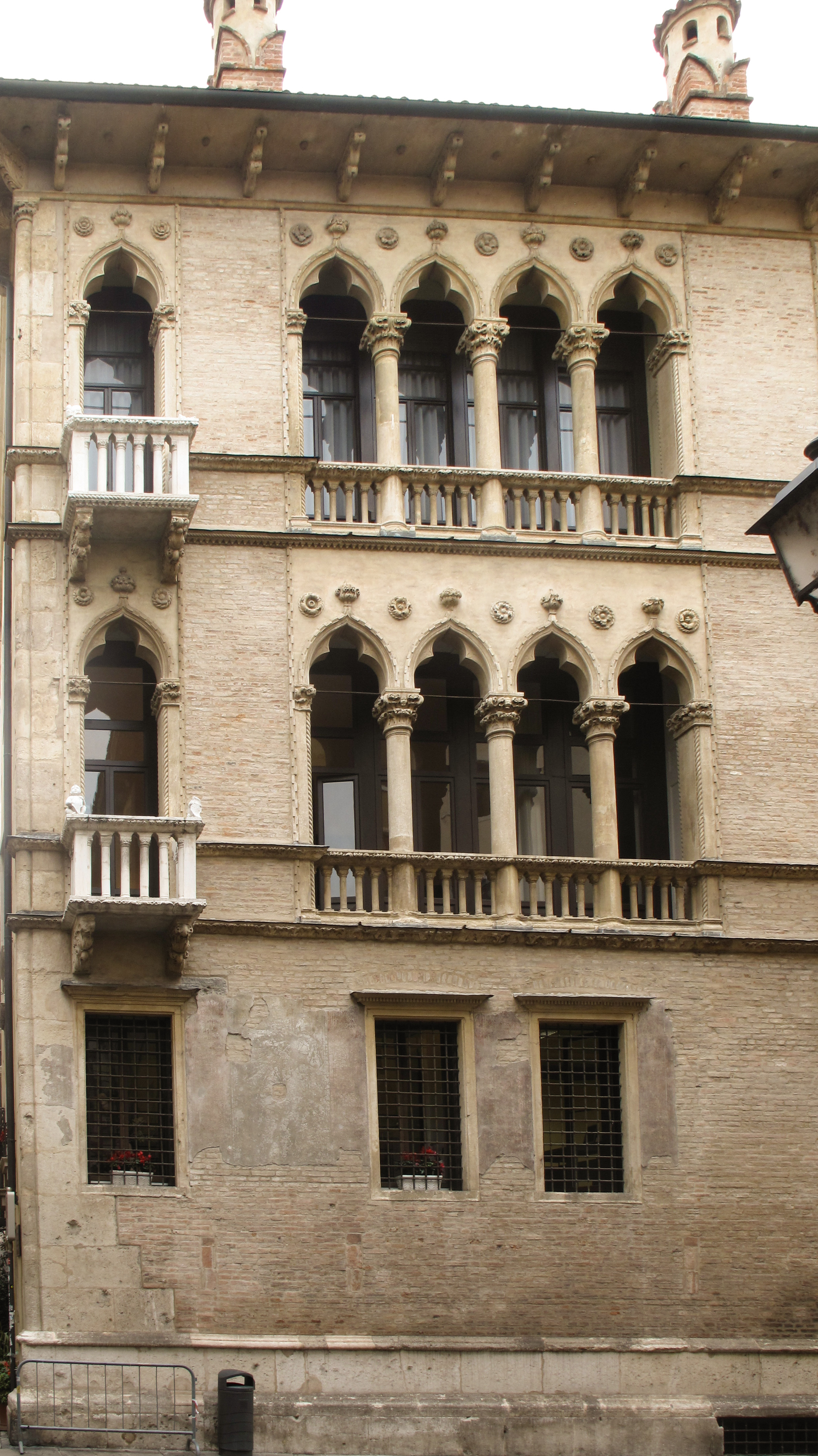
Sezione centrale della facciata su Corso Palladio
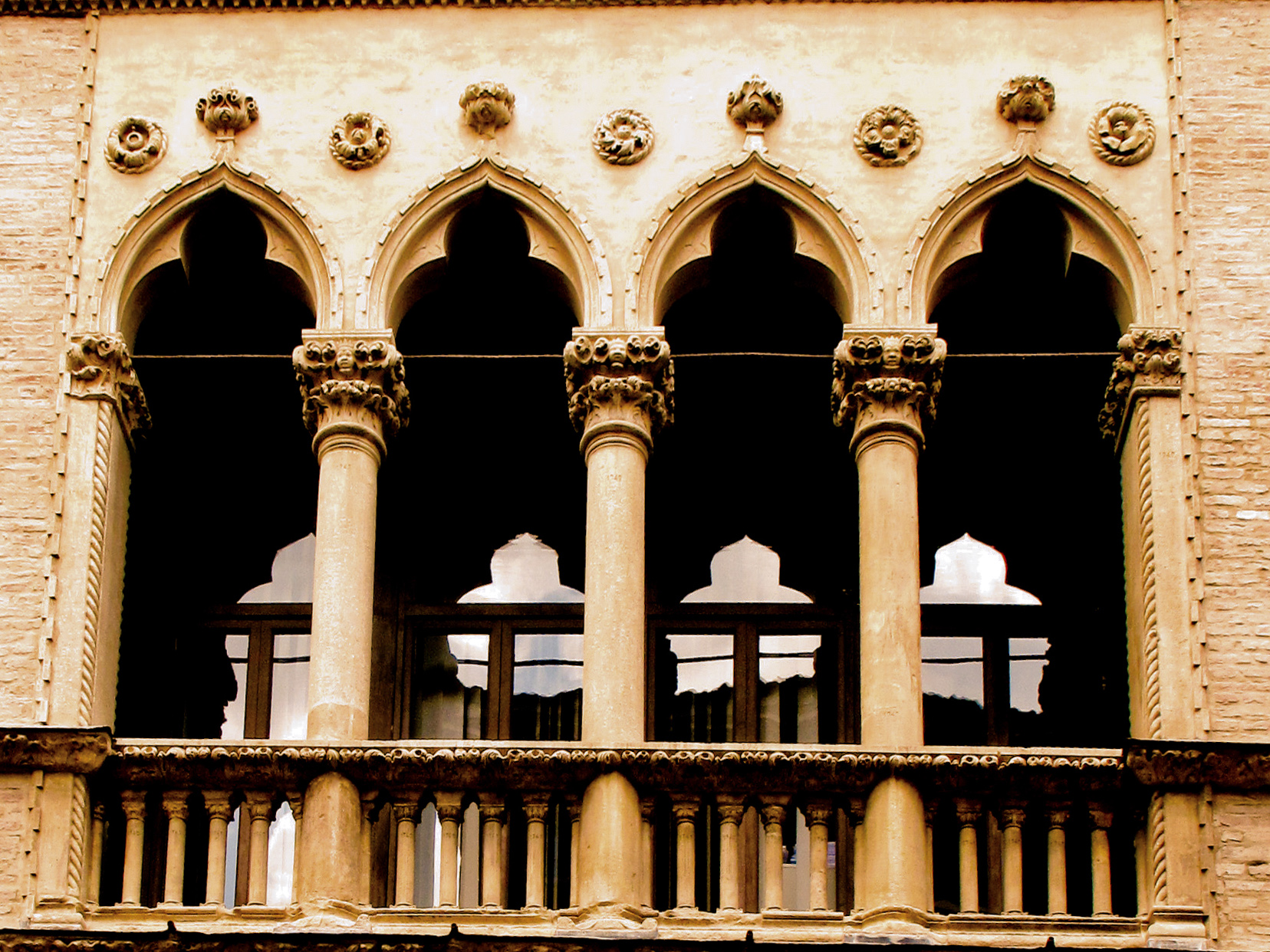
Dettaglio della facciata con la quadrifora
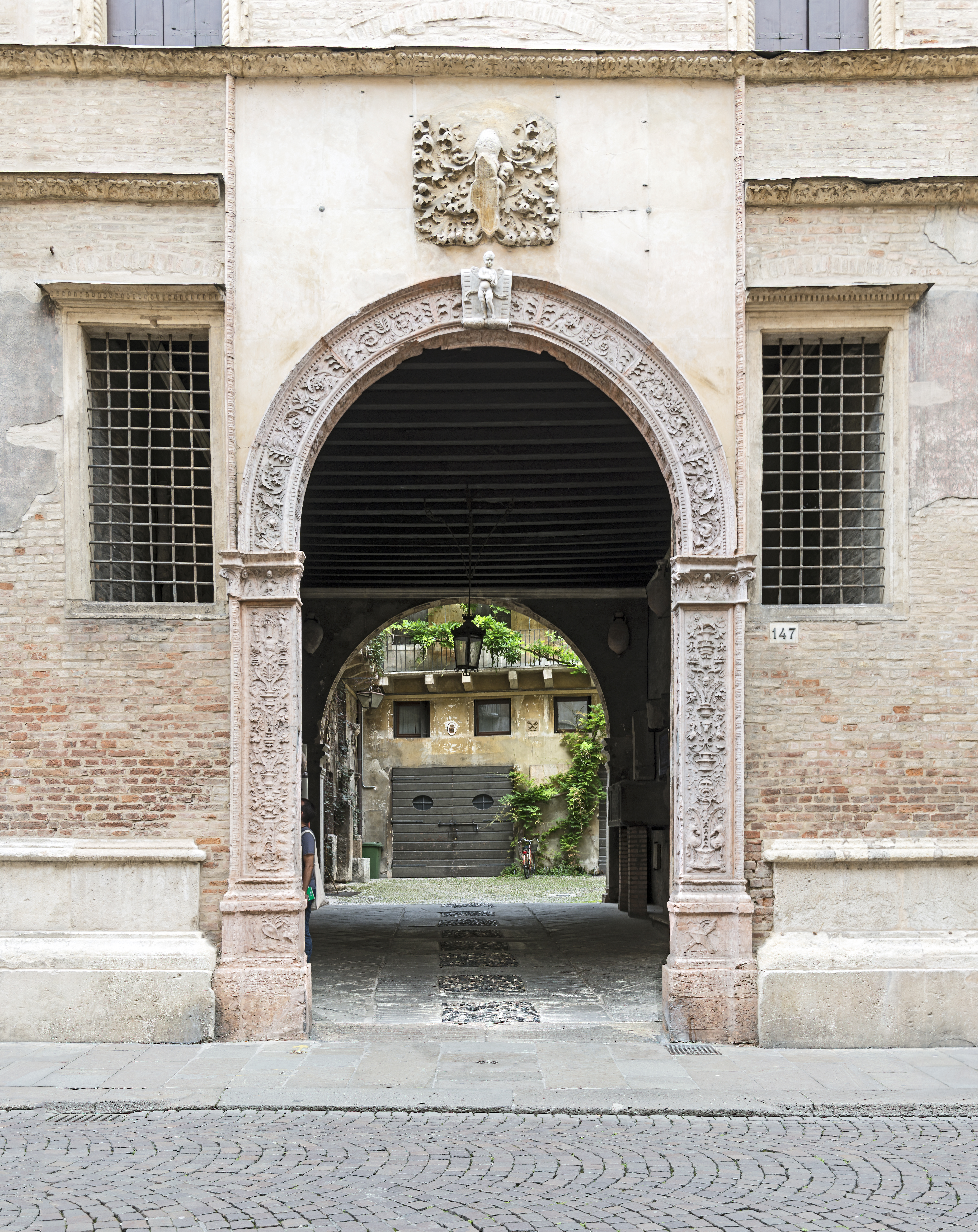
Portale rinascimentale
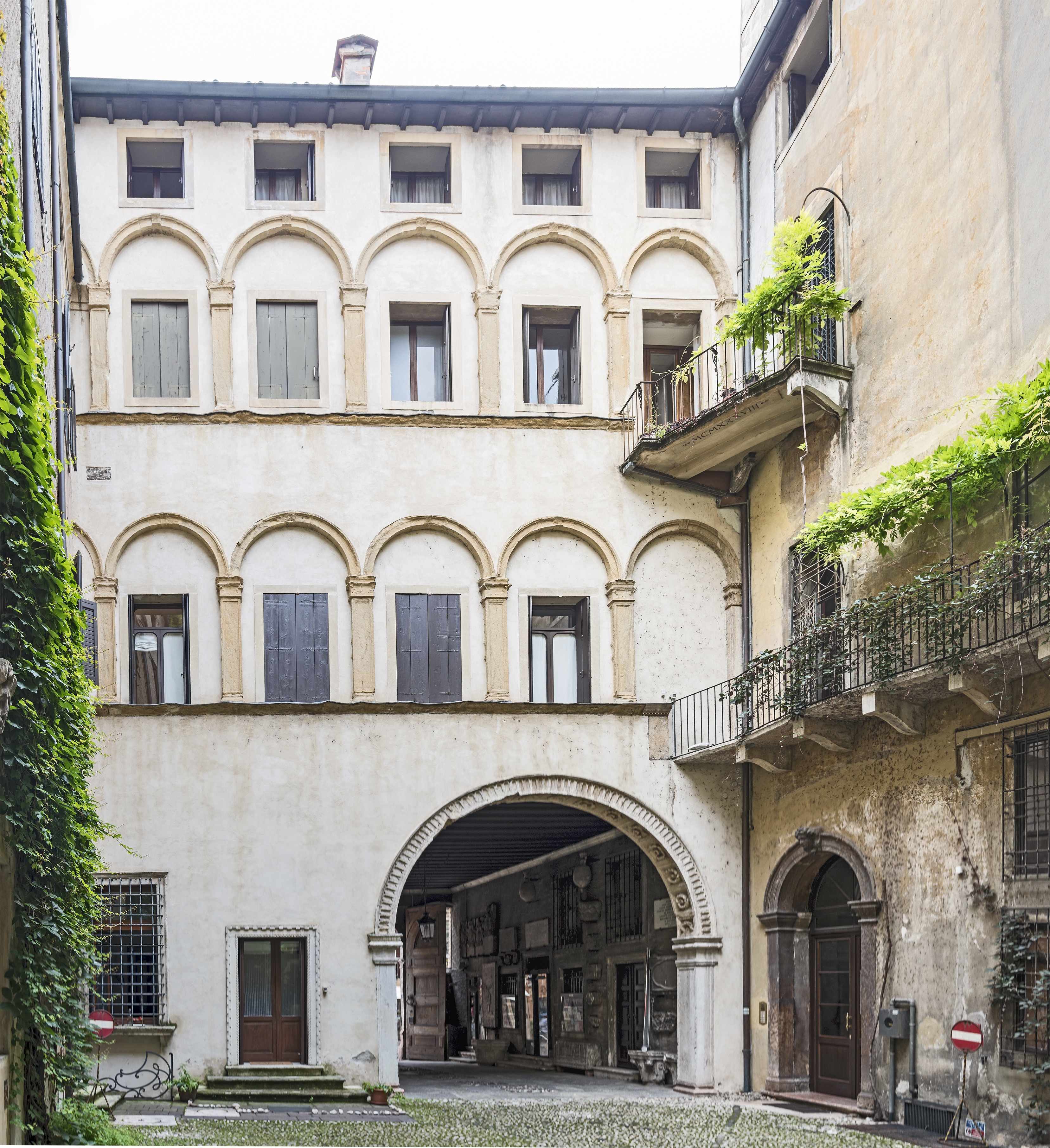
Cortile

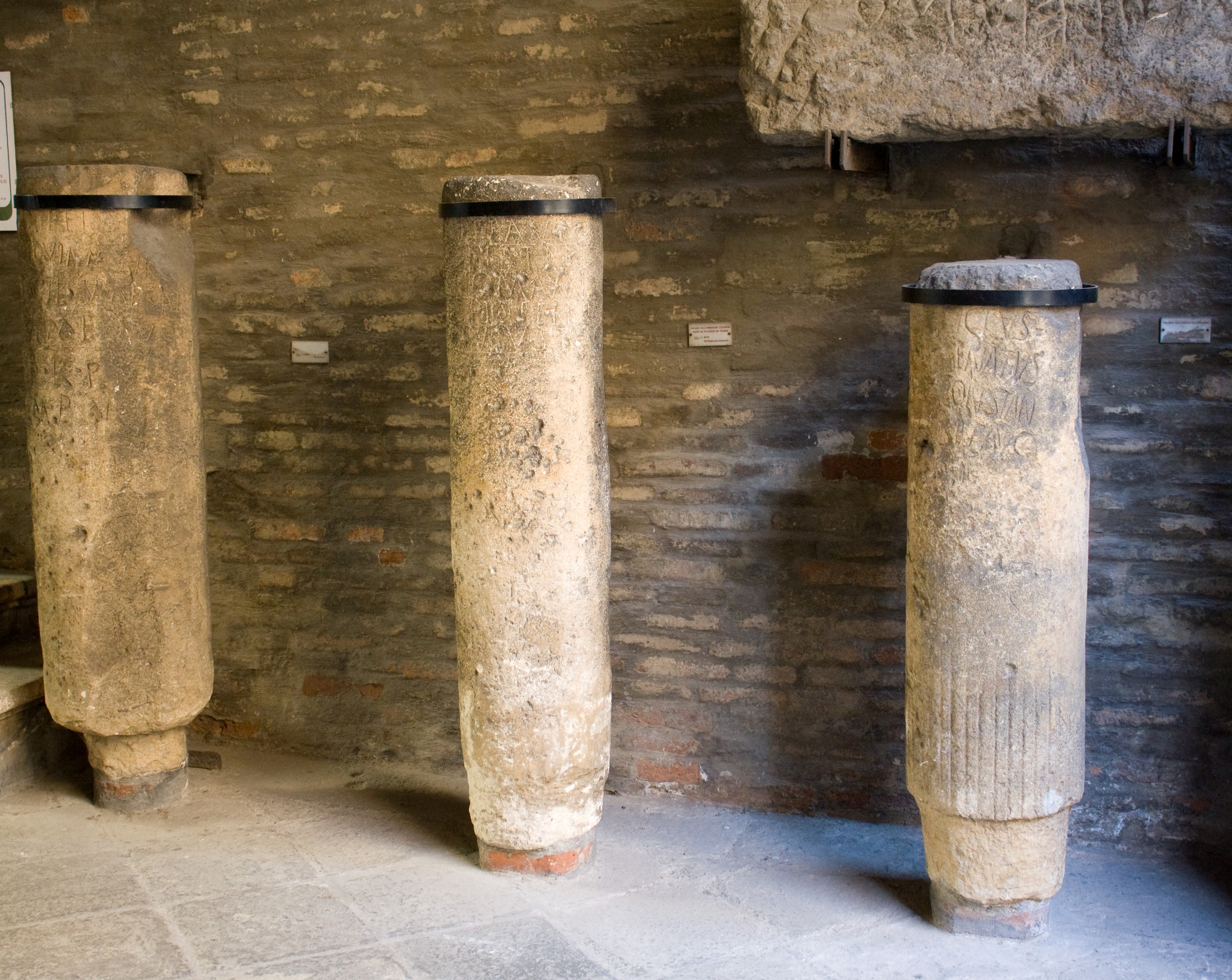
Cippi romani del lapidario nell'atrio del palazzo
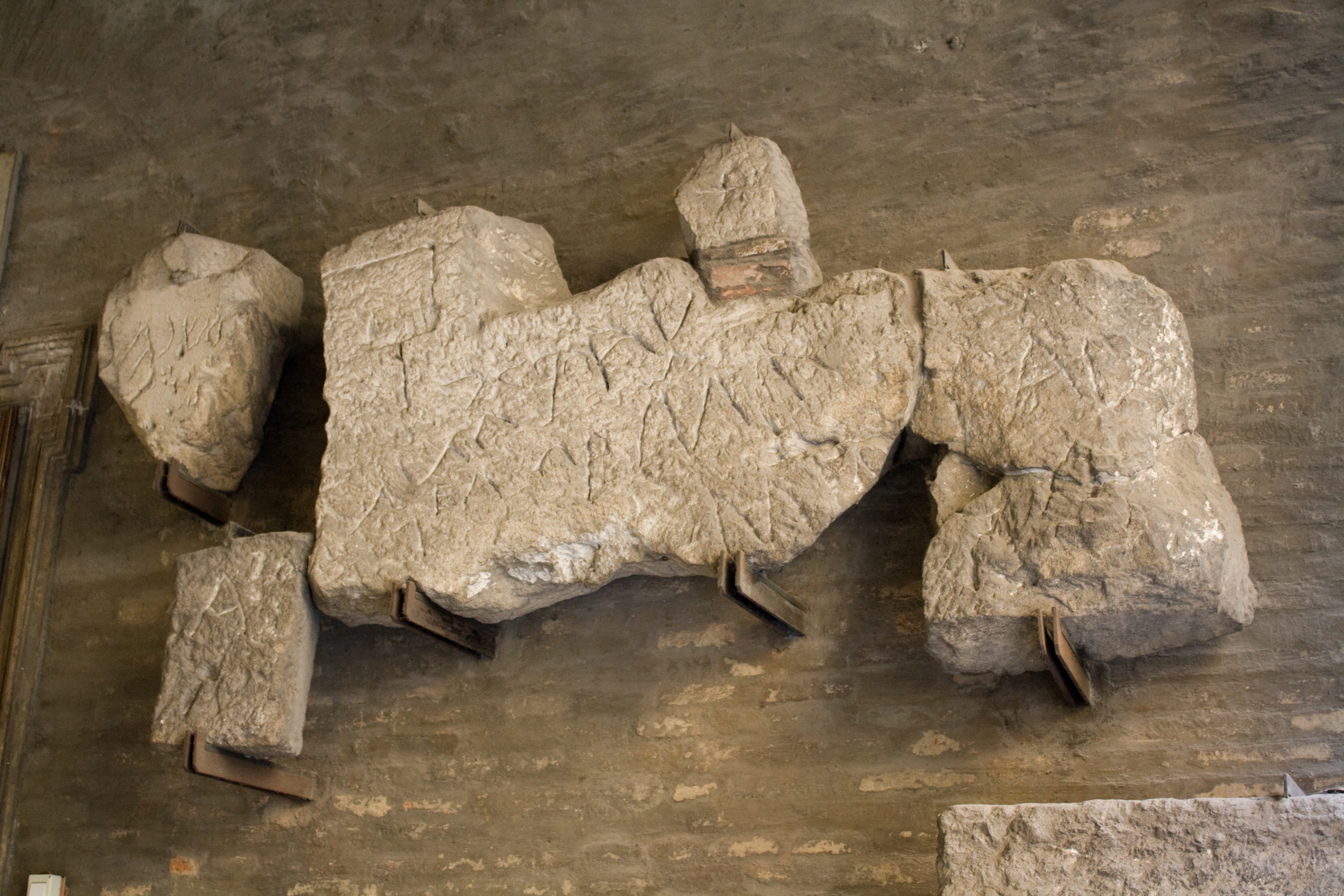
Iscrizione veneta su pietra, nel lapidario nell'atrio